# Mairi Bury
Pour les articles homonymes, voir Bury.
Mairi Bury (25 mars 1921 - 16 novembre 2009) est une femme politique, jardinière, aviatrice et philatéliste nord-irlandaise. 

## Petite enfance et famille
Mairi Bury est née Mary Elizabeth Vane-Tempest-Stewart à Mount Stewart, comté de Down le 25 mars 1921. Elle est la plus jeune de quatre filles et un fils de Charles Vane-Tempest-Stewart (7e marquis de Londonderry) et Edith Helen Vane-Tempest Stewart. Bury est beaucoup plus jeune que ses frères et sœurs, sa sœur aînée avait 21 ans au moment de sa naissance. Elle fait ses études à domicile à Mount Stewart. Son père est le premier ministre de l'Éducation et chef du Sénat à Stormont à partir de mai 1921. Il s'intéresse à l'aviation et fait don de cinquante acres pour la création d'un aérodrome et d'une école de pilotage à Newtownards en 1933, espérant qu'il deviendrait le principal aéroport public d'Irlande du Nord. Les Stewarts utilisent l'aérodrome pour voyager entre Mount Stewart et Londres. L'un des premiers vols à atterrir a lieu en 1934 lorsque Bury amène des singes pour un zoo privé à Mount Stewart. Elle apprit à conduire et à 12 ans, elle pilote un avion en solo en février 1934. L'histoire de son vol est relatée dans des journaux aux États-Unis et au Royaume-Uni, son instructeur l'a décrite comme « aussi cool que la glace ». 
En 1936, Joachim von Ribbentrop, l'ambassadeur d'Allemagne au Royaume-Uni arrive à l'aérodrome sur invitation de Lord Londonderry car il souhaite maintenir de bonnes relations avec le gouvernement allemand d'Adolf Hitler. Londonderry emmène sa femme et Bury avec lui en Allemagne, Mairi Bury se souvient d'avoir rencontré Hitler et Heinrich Himmler. En rappelant la réunion, elle déclare que ni l'un ni l'autre ne l'avait impressionnée, décrivant Hitler comme un type indescriptible et Himmler comme ressemblant à un chef de rayon dans la boutique Harrods. Plus tard, Bury défend les actions de son père en affirmant qu'il tentait d'éviter une autre guerre mondiale. Après le déclenchement de la Seconde Guerre mondiale, Bury rejoint la section des transports automobiles de la Légion des femmes, que sa mère fonde pendant la Première Guerre mondiale en 1915, conduisant des camionnettes sur les quais de Londres. Elle épouse l'honorable Derek William Charles Keppel, vicomte Bury le 10 décembre 1940. Il partage son intérêt pour l'aviation. Il sert en tant que capitaine dans les 13e/18e Royal Hussars (Queen Mary's Own) et est détaché à la Royal Air Force de 1938 à 1942. Le couple a deux filles avant leur divorce en 1958,, Elizabeth Mairi et Rose Deirdre Margaret,,.

## Mount Stewart
Bury vit la majeure partie de sa vie à Mount Stewart, avant et après son divorce. Son père a une relation tendue avec le frère de Bury, son fils unique, ce qui a conduit Bury et sa mère à hériter du domaine de Mount Stewart après la mort du 7e comte en 1949. Bury est une jardinière passionnée, entretenant les jardins créés par sa mère. Les jardins ont été donnés au National Trust en 1957 pour assurer leur survie. Bury reste sur le domaine, vivant dans un appartement après avoir donné la maison et la plupart du contenu en 1976 à la fiducie. Elle évite généralement le contact avec les milliers de visiteurs venus au domaine. Bury a été juge de paix dans le comté de Down, mais est une opposante convaincue à l'Accord du Vendredi Saint. Elle rompt avec la tradition familiale et quitté l'Ulster Unionist Party pour rejoindre le Democratic Unionist Party, car elle estime que c'est la seule façon de garantir les intérêts de l'Irlande du Nord,. 
Bury est présidente à vie de l'Ards Football Club et commodore du Newtownards Sailing Club. Elle est également propriétaire de chevaux de course, propriétaire du premier haras pur-sang en Irlande du Nord. Avec son cheval Fighting Charlie, elle remporte deux fois la Gold Cup à Ascot, et une fois les Irish Thousand Guineas avec Northern Gleam. Au salon de la Royal Ulster Agricultural Society à Balmoral, Belfast, Bury présente régulièrement des yearlings et des poulains,. 

## Philatélie
Dès l'âge de huit ans, Bury est un philatéliste de toujours. Elle recherche des raretés, collecte des lettres et des enveloppes liées à des scandales ou à des événements notoires du XIXe siècle. Elle garde toujours sa collection à portée de main, jamais dans un coffre de banque ou un coffre-fort, afin de pouvoir y travailler à tout moment. Grâce à ses connaissances, elle est élue membre de la Royal Philatelic Society London. Bury possède un certain nombre des timbres parmi les plus rares au monde. Lorsque Sotheby's met sa collection en vente après sa mort, elle est décrite comme la plus belle collection à être vendue depuis plus de 25 ans, et sans doute la plus belle jamais amassée par une femme. Sa collection comptait dix dizaines de milliers de timbres, avec des exemples de chaque Penny Black produit, y compris un Penny Black non émis d'avril 1840, et un timbre-poste du premier jour officiellement utilisé le 6 mai 1840. Sa collection s'est vendue pour un total 3 045 924 £ en 2 185 lots. 

## Mort et héritage
Bury meurt le 16 novembre 2009 à Mount Stewart. Elle est enterrée dans le cimetière familial du jardin de Mount Stewart, Tír na nÓg. Une fontaine dans les jardins de Mount Stewart est restaurée en 2012. Margaret Wrightson est chargée en 1925 de créer la fontaine et elle est sculptée d'après Mairi Bury représenté en enfant en bas âge. 